# Säva
Säva är en by i Enköpings kommun i norra delen av Gryta socken i Uppland intill gränsen mot Uppsala kommun. SCB avgränsade här en småort från 1990 till 2015 och åter från 2023.
Byn genomkorsas av riksväg 55. Länsväg C 572 går från Säva mot Hagby kyrka och Vänge. Strax norr om byn flyter Sävaån, som utgör gräns mot Balingsta socken samt kommungräns.
Byn består av enfamiljshus samt bondgårdar. Här finns gästgiveri, stall och ridskola.